# 周怀衡
周怀衡（1905年4月7日—2001年3月29日），男，江苏宜兴人，中华人民共和国数学家，安徽大学教授，专于傅里叶级数研究。曾任第三、五届全国人大代表。

## 生平
1905年生于江苏省宜兴县芳桥镇后村村。1925年毕业于南京高等师范附中。1929年毕业于国立中央大学数学系。曾任国立重庆大学讲师、副教授。1945年赴英国剑桥大学进修，师从。
回国后，任私立江南大学教授。1948年任私立江南大学数理学系主任，1949年任复旦大学数理学系教授。
1958年赴安徽大学筹创数学系，曾任安徽省数学会第一、二届副理事长，中国数学会第三届理事会理事，九三学社合肥分社第二届委员会委员。1979年12月至1983年4月，担任安徽省人大常委会委员。曾任九三学社安徽省第五届委员会顾问。
2001年3月29日逝世。